# NGC 5761
NGC 5761 est une galaxie lenticulaire située dans la constellation de la Balance. Sa vitesse par rapport au fond diffus cosmologique est de 4 390 ± 24 km/s, ce qui correspond à une distance de Hubble de 64,8 ± 4,6 Mpc (∼211 millions d'al). NGC 5761 a été découverte par l'astronome américain Francis Leavenworth en 1886.
À ce jour, cinq mesures non basées sur le décalage vers le rouge (redshift) donnent une distance de 47,740 ± 10,967 Mpc (∼156 millions d'al), ce qui est à l'extérieur des valeurs de la distance de Hubble. Notons que c'est avec la valeur moyenne des mesures indépendantes, lorsqu'elles existent, que la base de données NASA/IPAC calcule le diamètre d'une galaxie et qu'en conséquence le diamètre de NGC 5761 pourrait être d'environ 51,5 kpc (∼168 000 al) si on utilisait la distance de Hubble pour le calculer.

## Un triplet de galaxies
L'image obtenue des données du relevé Pan-STARRS montre clairement l'existence d'un pont de matière entre NGC 5761 et PGC 52911 située au sud. La distance de Hubble de PGC 52911 est égale à 63,62 ± 4,60 Mpc (∼208 millions d'al). Ces deux galaxies sont donc à peu près à la même distance de la Voie lactée et elles sont sûrement interaction gravitationnelle. La distance de Hubble de la galaxie située au nord (PGC 52918) est égale à 65,36 ± 4,63 Mpc (∼213 millions d'al). Il est donc probable que ces trois galaxies forment un triplet de galaxies en interaction.
L'image originale obtenue par l'astronome américain James E. Gunn a été traitée par deux astronomes brésiliens et le résultat obtenu montre de façon évidente deux ponts de matière au nord et au sud de NGC 5761, confirmant ainsi l'existence de ce triplet de galaxies en interaction gravitationnelle. On peut voir l'image traitée sur cette page.